# Кореля Лигуре
Корѐля Лигу̀ре (на италиански: Coreglia Ligure; на лигурски: Coëgia, Коеджа) е село и община в Северна Италия, провинция Генуа, регион Лигурия. Разположено е на 65 m надморска височина. Населението на общината е 279 души (към 2011 г.).